# Tococa caryophyllaea
Tococa caryophyllaea là một loài thực vật có hoa trong họ Mua. Loài này được (DC.) S.S. Renner miêu tả khoa học đầu tiên năm 1997.